# 나주 장춘정
나주 장춘정(羅州 藏春亭)은 대한민국 전라남도 나주시 다시면 죽산리 화동마을에 있는 정자이다. 2002년 4월 19일 전라남도의 기념물 제201호로 지정되었다.

## 개요
장춘정은 마을 가까이의 경승지에 건립된 유실형(有室形) 정자이다. 처음 건립은 1561년에 고흥류씨 유충정(1509∼1574)이며, 1818년과 1930년에 중수한 건물로서 건립연대가 오래되었으며, 옛 모습을 잘 보전하고 있다.
뼈대가 굵고 가구구조가 건실하며, 치목이 잘 되어 있다. 그리고 대청의 우물마루, 빗살창, 선자 서까래나 활주 등에서 세련미를 보인다.
역사적인 측면에서도 건립의 유서나 이곳을 중심으로 인문활동을 했던 인물(면앙 송순, 석천 임억령, 원기 오상, 풍암 임복, 사암 박순, 고봉 기대승, 손재 박광일, 백호 임제)들의 면면을 볼 때 영산강 권역의 대표적인 정자로 볼 수 있다.

## 현지 안내문
1561년(명종 16)에 고흥 유씨 유충정(柳忠貞 1509~1574)이 건립하였다. 건립연대에 관한 기록은 고봉 기대승(1527~1574)이 지은 장춘정기(藏春亭記)를 통해서 확인된다. 장춘정이란 이름은 겨울에도 시들지 않는 숲과 사시장절(四時長節) 피는 꽃들이 항상 봄을 간직한 듯 하다 하여 장춘(藏春)이라 하였다 한다.
장춘정(藏春亭)은 화동마을의 구릉지에 위치하고 있다 전면에는 넓은 들과 마을이 내려다보이고 우측으로 영산강이 흐른다. 정자 주위로는 동백나무 숲과 느티나무와 은행나무 등 노거수가 울창한 수려한 공간이 조성되어 있으며, 정자는 남동향을 바라보고 있다. 정면 3칸, 측면 2칸의 팔작지붕이다.
장춘정을 중심으로 하여 수많은 문인 학자들이 교유하였다. 면앙 송순(1493~1583), 석천 임억령(1496~1588), 원기 오상(1512~1573), 풍암 임복(楓巖 林腹, 1521~1576) 사암 박순(1523~1589), 고봉 기대승(1527~1572), 연과 박개, 손재 박광일, 백호 임제(1549~1587), 안위(安瑋), 설봉 강백년(1603~1681) 등이 제명을 남겼다.
유충정은 무과에 급제(1534년 중종29)하여 부안·강진현감, 김해부사, 장흥부사, 온성부사 등의 수령을 지낸 뒤 벼슬을 버리고 향리로 돌아와 강상(江上)에 장춘정을 지었다.

## 참고 자료
- 나주장춘정 - 국가유산청 국가유산포털